# 요코하마시 교통국 3000형 전동차
요코하마 시 교통국 3000형 전동차(일본어: 横浜市交通局3000形電車)는 1992년부터 운행하고 있는 요코하마 시 교통국 지하철 블루 라인의 전동차이다.

## 세부 모델
- 현재 운행 중인 요코하마 시 교통국 3000형 전동차의 경우 1992년부터 5차에 거치면서 마이너 체인지된 모델로 제조 목적이나 사양이 다르기 때문에 세부 모델은 다음과 같다.

### 요코하마 시 교통국 3000A형 전동차
요코하마 시 교통국 3000A형 전동차(일본어: 横浜市交通局3000A形電車)는 1992년에 신요코하마 ~ 아자미노 개업과 동시에 도입된 요코하마 시 교통국 지하철 블루 라인의 전동차로 도큐 차량제조에서 제작되었다. 전 차량 GTO 소자를 탑재하고 있으며 기존에 운행했던 1000형, 2000형 전동차보다 폭이 넓어졌다. 2007년 1인 승무를 개시에 앞서 ATC 개조 작업이 완료되었다.

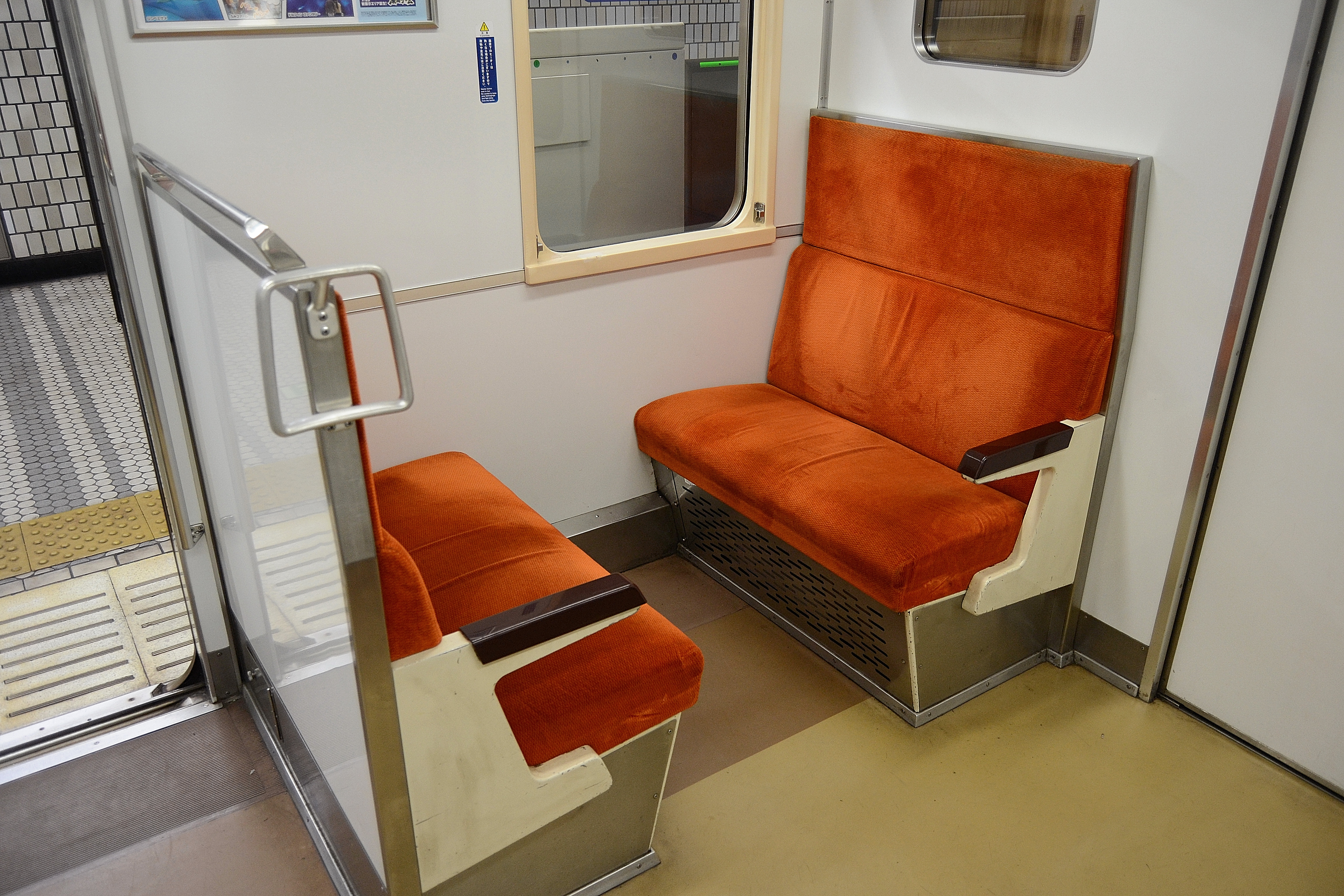
좌석

### 요코하마 시 교통국 3000N형 전동차
요코하마 시 교통국 3000N형 전동차(일본어: 横浜市交通局3000N形電車)는 1999년부터 운행하고 있는 요코하마 시 교통국 지하철 블루 라인의 전동차로 도큐 차량제조에서 제작되었다. 전 차량 IGBT 소자를 탑재하고 있다. 마지막 N의 경우 뉴(영어: New)를 의미한다.

### 요코하마 시 교통국 3000R형 전동차
요코하마 시 교통국 3000R형 전동차(일본어: 横浜市交通局3000R形電車)는 2004년부터 운행하고 있는 요코하마 시 교통국 지하철 블루 라인의 전동차로 일본차량제조에서 제작되었다. 전 차량 IGBT 소자를 탑재하고 있으며 기존에 운행했던 1000형 전동차를 대체하기 위해 도입했다. 마지막 R의 경우 리플렉스(영어: Replace)를 의미한다.

### 요코하마 시 교통국 3000S형 전동차
요코하마 시 교통국 3000S형 전동차(일본어: 横浜市交通局3000S形電車)는 2007년부터 운행하고 있는 요코하마 시 교통국 지하철 블루 라인의 전동차로 일본차량제조에서 제작되었다. 전 차량 IGBT 소자를 탑재하고 있으며 기존에 운행했던 2000형 전동차를 대체하기 위해 도입했다. 마지막 S의 경우 새티스팩션(영어: Satisfaction)을 의미한다.

### 요코하마 시 교통국 3000V형 전동차
요코하마 시 교통국 3000V형 전동차(일본어: 横浜市交通局3000V形電車)는 2017년 4월부터 운행하고 있는 요코하마 시 교통국 지하철 블루 라인의 전동차로 일본차량제조에서 제작되었다. 전 차량 IGBT 소자를 탑재하고 있으며 기존에 운행했던 3000A형 전동차를 대체하기 위해 도입했다. 2019년부터 2022년까지 순차별로 도입될 예정이다.

## 편성

### 요코하마 시 교통국 3000A형 전동차
| 호차 | 1    | 2    | 3    | 4    | 5    | 6    |
| ---- | ---- | ---- | ---- | ---- | ---- | ---- |
| 명칭 | Tc1  | M2   | M3   | M4   | M5   | Tc6  |
| 번호 | 3xx1 | 3xx2 | 3xx3 | 3xx4 | 3xx5 | 3xx6 |

### 요코하마 시 교통국 3000N형 전동차
| 호차 | 1    | 2    | 3    | 4    | 5    | 6    |
| ---- | ---- | ---- | ---- | ---- | ---- | ---- |
| 명칭 | Tc1  | M2   | M3   | M4   | M5   | Tc6  |
| 번호 | 3xx1 | 3xx2 | 3xx3 | 3xx4 | 3xx5 | 3xx6 |

### 요코하마 시 교통국 3000R형 전동차
| 호차             | 1    | 2    | 3    | 4    | 5    | 6    |
| ---------------- | ---- | ---- | ---- | ---- | ---- | ---- |
| 명칭             | Tc1  | M2   | M3   | M4   | M5   | Tc6  |
| 번호             | 3xx1 | 3xx2 | 3xx3 | 3xx4 | 3xx5 | 3xx6 |
| 무게 (톤)        | 30   | 35   | 33   | 33   | 33   | 30   |
| 수용 (합계/좌석) | 122  | 133  | 133  | 133  | 133  | 122  |

### 요코하마 시 교통국 3000S형 전동차
| 호차             | 1    | 2    | 3    | 4    | 5    | 6    |
| ---------------- | ---- | ---- | ---- | ---- | ---- | ---- |
| 명칭             | Tc1  | M2   | M3   | M4   | M5   | Tc6  |
| 번호             | 3xx1 | 3xx2 | 3xx3 | 3xx4 | 3xx5 | 3xx6 |
| 무게 (톤)        | 30   | 35   | 33   | 33   | 33   | 30   |
| 수용 (합계/좌석) | 122  | 133  | 133  | 133  | 133  | 122  |

### 요코하마 시 교통국 3000V형 전동차
| 호차             | 1    | 2    | 3    | 4    | 5    | 6    |
| ---------------- | ---- | ---- | ---- | ---- | ---- | ---- |
| 명칭             | Tc1  | M2   | M3   | M4   | M5   | Tc6  |
| 번호             | 3xx1 | 3xx2 | 3xx3 | 3xx4 | 3xx5 | 3xx6 |
| 무게 (톤)        | 32.0 | 35.5 | 33.5 | 35.5 | 34.0 | 31.5 |
| 수용 (합계/좌석) | 122  | 133  | 133  | 133  | 133  | 122  |

## 사진

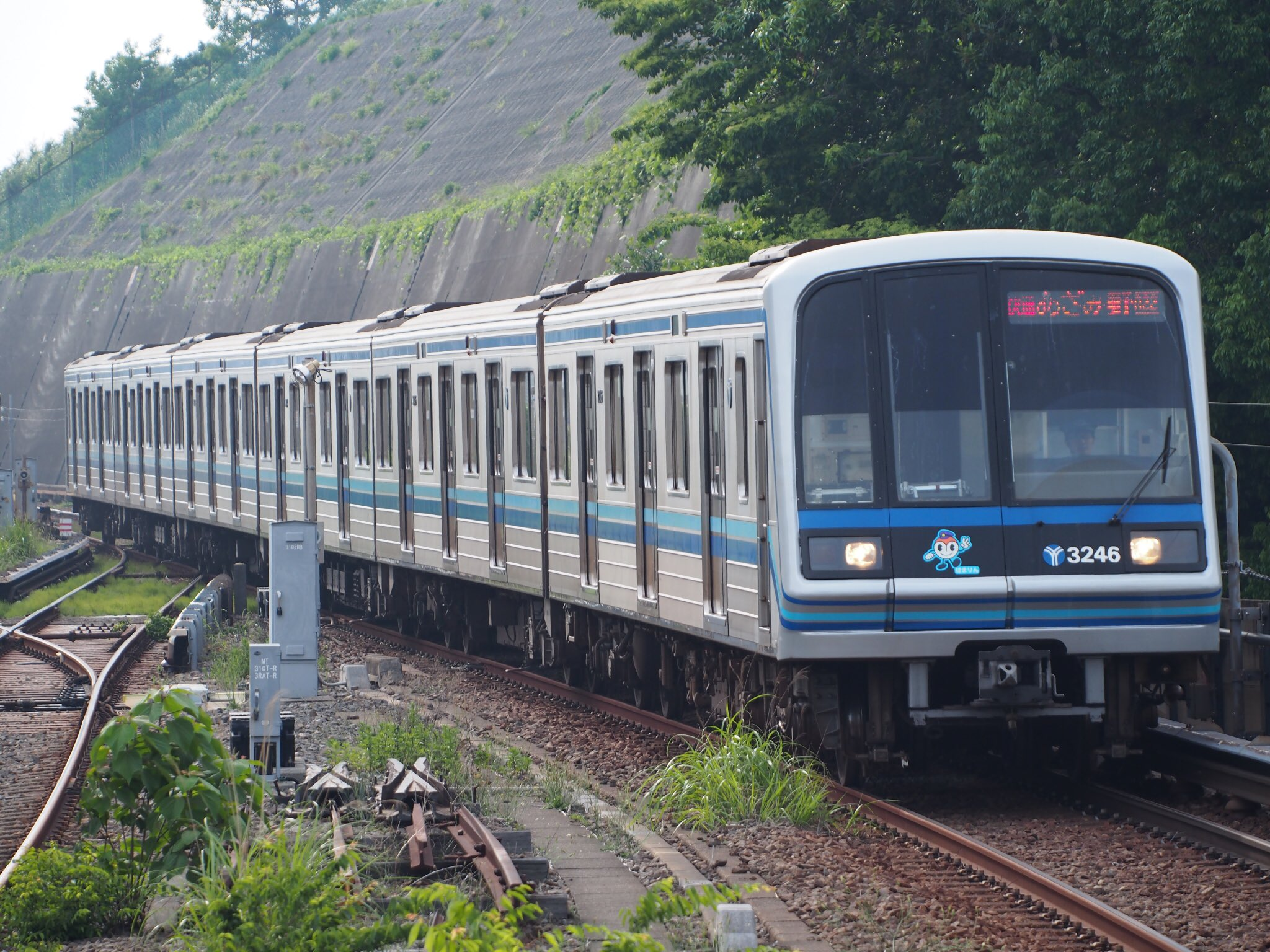
3000A형
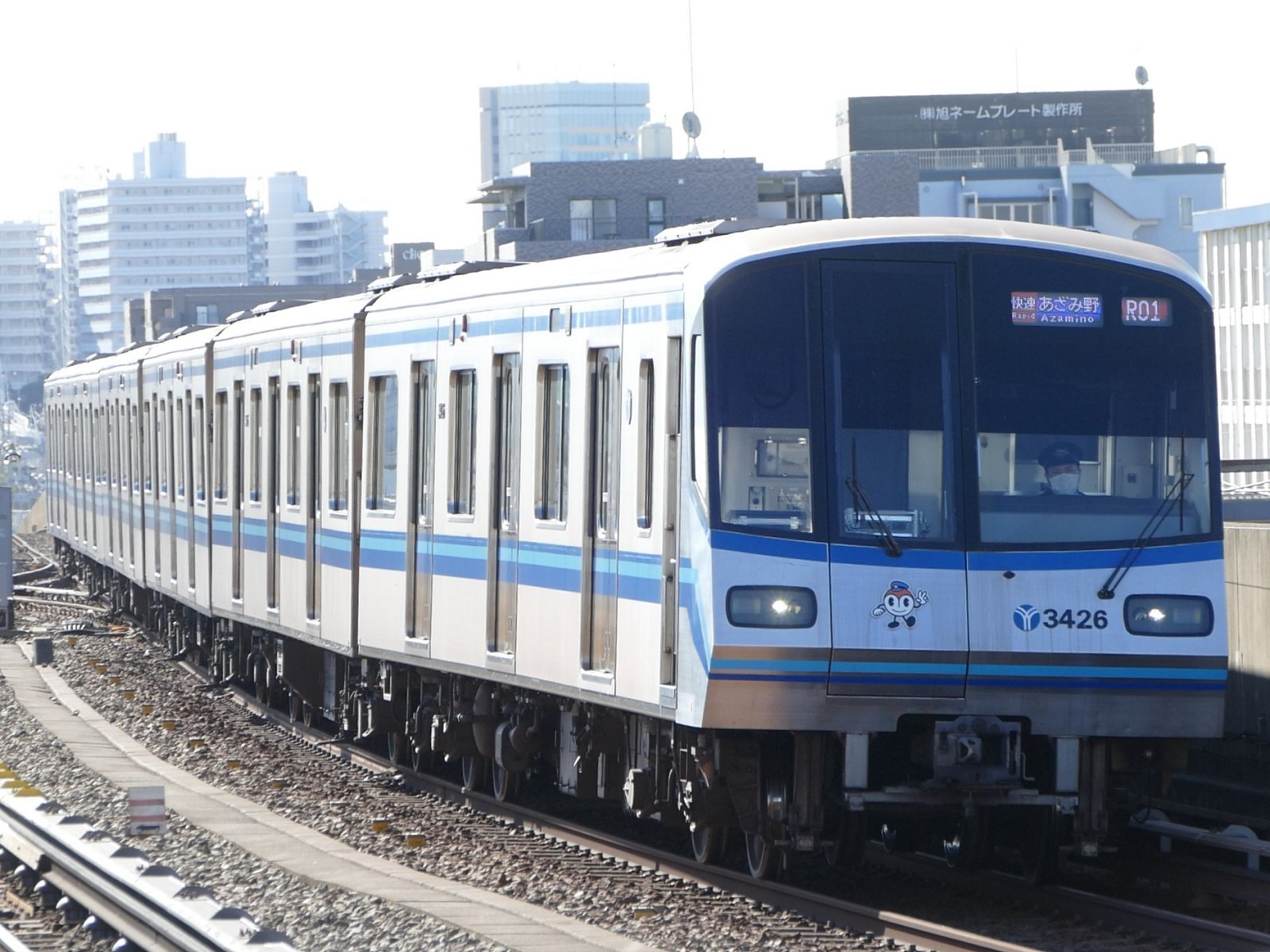
3000R형
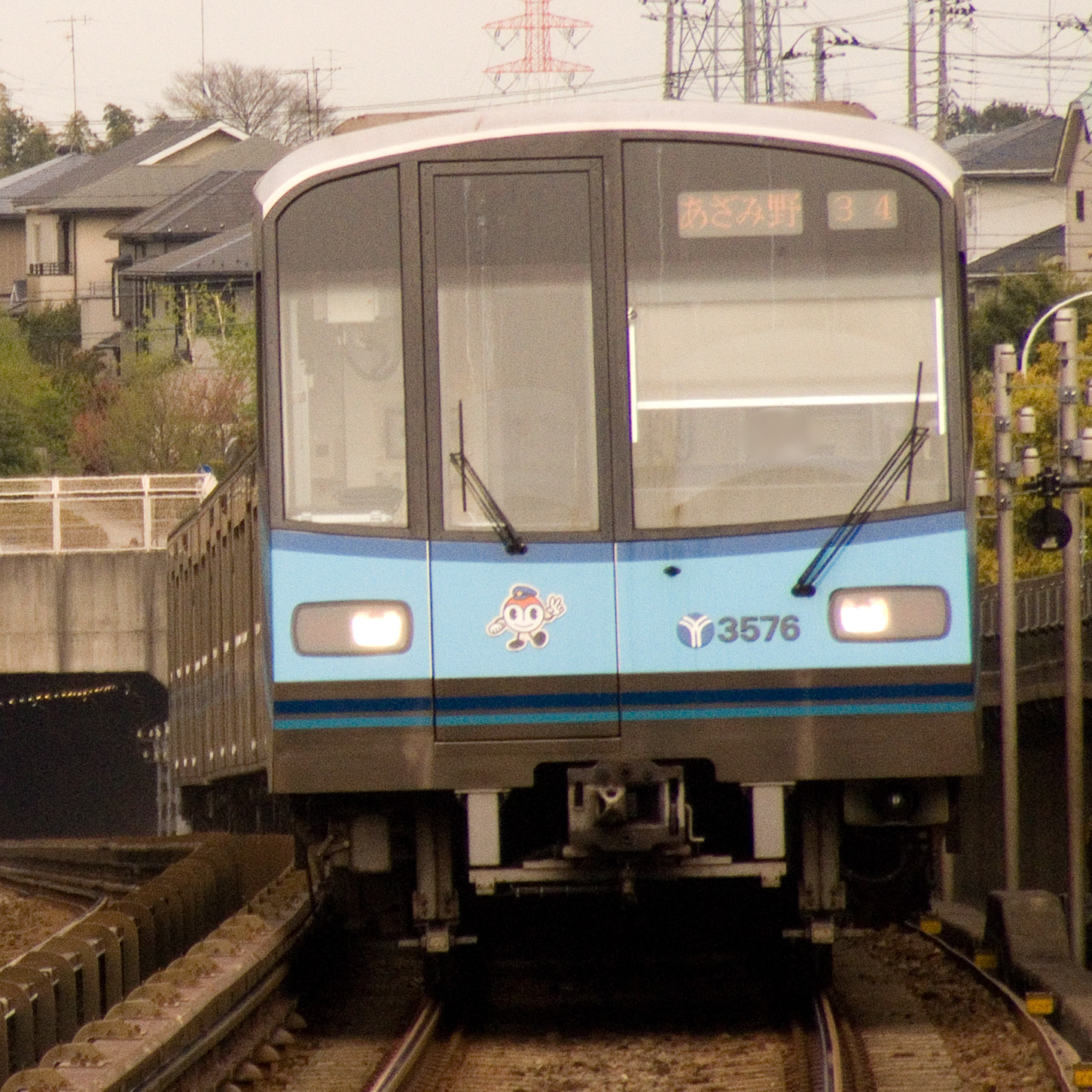
3000S형
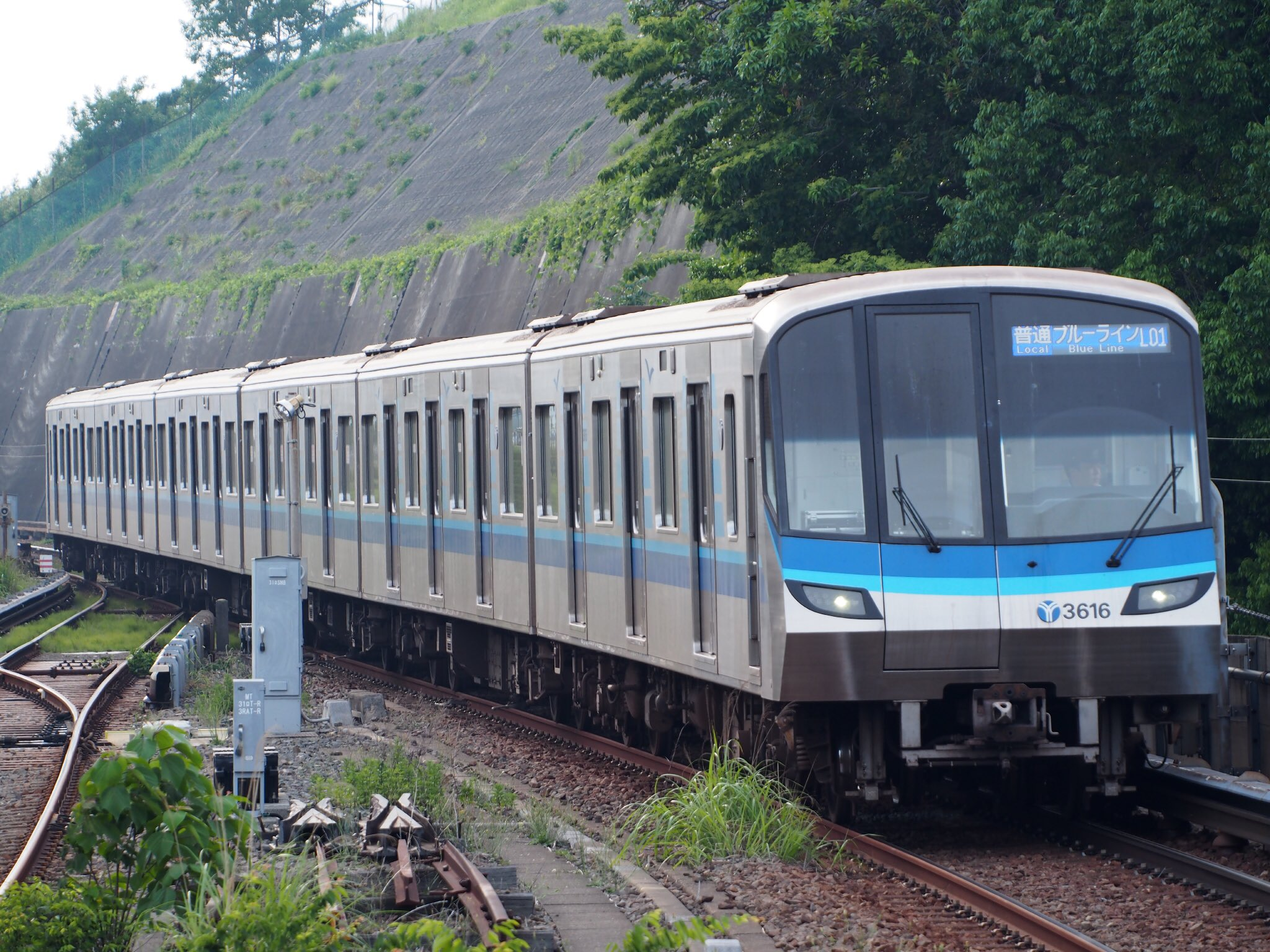
3000V형